# Fernando Argila
Fernando de Argila Pazzaglia, (Barcelona, 26 de diciembre de 1920-8 de enero de 2015), hijo de padre español y madre italiana, fue un futbolista, baloncestista y entrenador español. Se desempeñaba en posición de guardameta. Jugó durante 2 años en el FC Barcelona de baloncesto, después se convirtió en guardameta titular del FC Barcelona de fútbol e internacional por España. Era el abuelo de Viran Morros, balonmanista internacional por España.

## Selección nacional
Fue internacional con la Selección de fútbol de España en una ocasión el 6 de enero de 1954, partido en el que España venció a la Selección de fútbol de Turquía por 4-1.

## Clubes
| Club               | País   | Año         |
| ------------------ | ------ | ----------- |
| FC Barcelona       | España | 1941 - 1943 |
| Real Oviedo        | España | 1944 - 1950 |
| Atlético de Madrid | España | 1951 - 1952 |
| Real Oviedo        | España | 1952 - 1957 |

### Entrenador
| Club                | País     | Año         |
| ------------------- | -------- | ----------- |
| Real Oviedo         | España   | 1959 - 1960 |
| Granada C.F.        | España   | 1960 - 1961 |
| Real Oviedo         | España   | 1961 - 1962 |
| Racing de Santander | España   | 1963 - 1964 |
| Español             | España   | 1965 - 1966 |
| Sporting de Lisboa  | Portugal | 1967 - 1968 |
| Córdoba C.F.        | España   | 1968 - 1969 |
| C. F. Calvo Sotelo  | España   | 1969 - 1970 |

## Palmarés

### Campeonatos nacionales
| Título                | Club         | País   | Año     |
| --------------------- | ------------ | ------ | ------- |
| Copa del Generalísimo | FC Barcelona | España | 1941/42 |